# عبد اللطيف أحمد العثمان
عبد اللطيف أحمد العثمان مهندس سعودي شغل منصب محافظ الهيئة العامة للاستثمار ورئيس مجلس الإدارة للهيئة العامة للاستثمار من مايو 2012م إلى أبريل 2016م. وتولى قبل ذلك العديد من المناصب العليا في شركة أرامكو السعودية.

## العمل والمناصب
- تولى منصب النائب الأعلى لرئيس "أرامكو" للهندسة وإدارة المشاريع في أغسطس 2011.
- مدير مشروع دعم وزارة التحكم في مشروع تنظيم الإدارة في شركة أرامكو.
- عمل مديرا لمراجعة العقود ومطابقة التكاليف في العلوم المالية في أرامكو.
- شغل منصب مدير تحليل الأعمال في التخطيط والتنظيم المؤسسي في أرامكو.
- التحق بالعمل في شركة أرامكو في مارس عام 1981 مهندساً في إدارة الهندسة والمشاريع.
- عمل مهندساً في المرحلة الثانية من مشروع تجميع الغاز، ومشروع تحديث معمل التكرير في رأس تنورة، ومشروع مصفاة القصيم، ومشاريع الفرض في رأس تنورة.
- عمل في وظيفة مهندس مشاريع أعلى في قسم إنجاز مشروع المرجان عام 1990م.
- عمل عمل في إدارة المشاريع إلى عام 1994.
- عمل في مهام مساندة الموظفين في الهندسة وإدارة المشاريع من عام 1994 إلى عام 1999.
- تولى منصب مدير تخطيط الموارد ومدير مشاريع منطقة الأعمال الجنوبية في الوكالة.
- عمل مديراً لإدارة مراقبة المقاولات ومطابقة التكاليف في القطاع المالي من فبراير 1999 إلى فبراير عام 2001.
- عمل مديراً لإدارة تحليل الأعمال ومديراً لإدارة التخطيط بعيد المدى في دائرة التخطيط العام.
- عمل مديراً لإدارة مبيعات وتسويق الزيت الخام في فبراير عام 2001.
- عُيِّن في منصب المدير التنفيذي لشؤون "أرامكو" السعودية في يونيو عام 2001.
- عين نائباً للرئيس لشؤون في أرامكو السعودية في سبتمبرعام 2001.
- عين نائباً للرئيس للمالية، ثم نائباً أعلى للرئيس للمالية عام 2005.
- شغل منصب رئيس فرع الخليج العربي من معهد إدارة المشاريع.[5]

## التعليم
حصل العثمان على درجة البكالوريوس في الهندسة المدنية من جامعة الملك فهد للبترول والمعادن عام 1979 م. ثم على درجة الماجستير في إدارة الأعمال من معهد ماساتشوستس للتكنولوجيا عام 1998.